# Viktor Hoesch

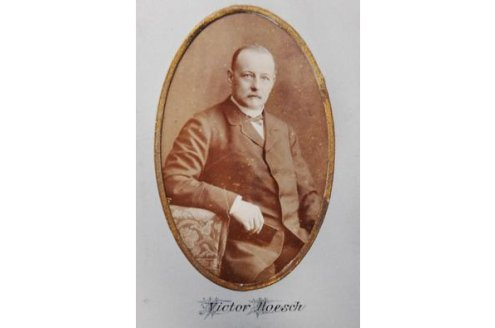
Viktor Hoesch

Viktor Hoesch (* 21. November 1824 in Düren; † 4. April 1888 ebenda) war ein deutscher Montan-Unternehmer und Mitbegründer der Hoesch AG in Dortmund.

## Leben und Wirken
Der zweitälteste Sohn des Eberhard Hoesch (1790–1852) und der Johanna Dorothea Adelheid Hoesch geb. Wuppermann (1789–1879) besuchte die Höhere Bürgerschule zu Köln. Nach dem Abitur studierte er von 1841 bis 1845 Maschinenbau auf der Polytechnischen Hochschule Karlsruhe. Im Oktober 1851 wurde er zusammen mit seinen Brüdern Gustav Hoesch und Eberhard Hoesch Teilhaber des väterlichen Unternehmens Eberhard Hoesch & Söhne, einer Eisenhütte in Düren-Lendersdorf. Der Vater hatte um 1824 mit britischen Fachkräften in Lendersdorf eine zu jener Zeit noch unbedeutende Eisenhütte übernommen und sie durch die Einführung des Puddelverfahrens zur Eisen- und Stahlgewinnung erheblich ausbauen können.
Diese Hütte wurde zur Keimzelle der späteren Hoesch AG in Dortmund, nachdem Viktors Vetter Leopold Hoesch (1820–1899) sich im Jahre 1871 entschloss, die einzelnen Familienunternehmen zwecks besserer Verkehrs- und Ressourcenanbindung nach Dortmund zu verlegen und zu konzentrieren. Zusammen mit seinem Bruder Eberhard und Leopolds Söhnen Wilhelm (1845–1923) und Albert Hoesch (1847–1898) war Viktor Hoesch Mitbegründer des Dortmunder Unternehmens. Später entstand hier unter den so genannten Hoeschianern der Begriff „Karl Hoesch“, eine liebevoll gemeinte Respekterklärung, die sprichwörtlich für alles steht, was mit dem Stahlunternehmen Hoesch AG zu tun hat.
Darüber hinaus war er wiederum mit seinen Brüdern Teilhaber des Unternehmens Hoesch & Söhne am Sticher Berg in Eschweiler, ein 1846 ebenfalls von seinem Vater errichtetes Puddlings- und Walzwerk mit drei Hochöfen, zehn Puddelöfen und drei Schmelzöfen. Das Werksgelände am Sticher Berg wurde nach der Verlegung der Produktion nach Dortmund von dem Stahlbau-Unternehmen F. A. Neuman übernommen und ist noch heute existent, wogegen die Hütte Lendersdorf von seinem Bruder Gustav zunächst weitergeführt und erst im späteren 20. Jahrhundert endgültig geschlossen wurde.
Viktor Hoesch war Mitglied des Vereins Deutscher Ingenieure (VDI) und des Zweigvereins „Technischer Verein für Eisenhüttenwesen“. Später gehörte er dem Aachener Bezirksverein des VDI an.
Hoesch war, wie alle Mitglieder der Familie Hoesch, sehr sozial eingestellt. Seine Erben stifteten dem Freiwilligen Armenverein 15.000 Mark. Am Haus Kölner Landstraße 107, im Jahre 1953 erbaut, ist eine Stiftertafel zum Gedenken an Viktor Hoesch angebracht.